# Draft de la NBA Development League de 2012
El Draft de la NBA Development League de 2012 se celebró el día 2 de noviembre de 2012. Constó de ocho rondas.

## Selecciones del draft
| PG | Base | SG | Escolta | SF | Alero | PF | Ala Pívot | C | Pívot |

| ^ | Denota jugador que ha sido seleccionado para un NBA Development League All-Star Game(s)                                         |
| * | Denota jugador que ha sido seleccionado para un NBA Development League All-Star Game(s) y también elegido en el Draft de la NBA |
| † | Denota jugador elegido también en el Draft de la NBA                                                                            |

### Primera ronda
| Pick | Jugador           | Pos. | Nacionalidad                    | Equipo                   | Universidad / Club     |
| ---- | ----------------- | ---- | ------------------------------- | ------------------------ | ---------------------- |
| 1    | JaJuan Johnson†   | F    | Estados Unidos                  | Fort Wayne Mad Ants      | Purdue                 |
| 2    | Andrew Goudelock† | G    | Estados Unidos                  | Sioux Falls Skyforce     | College of Charleston  |
| 3    | Justin Harper†    | G    | Estados Unidos                  | Idaho Stampede           | Richmond               |
| 4    | Shelvin Mack†     | G    | Estados Unidos                  | Maine Red Claws          | Butler                 |
| 5    | Mike Davis        | F    | Estados Unidos                  | Reno Bighorns            | Illinois               |
| 6    | Dominique Sutton  | F    | Estados Unidos                  | Tulsa 66ers              | North Carolina Central |
| 7    | Chris Davis       | F    | Estados Unidos                  | Rio Grande Valley Vipers | Dayton                 |
| 8    | Christian Eyenga† | G/F  | República Democrática del Congo | Texas Legends            | —                      |
| 9    | Justin Hurtt      | G    | Estados Unidos                  | Iowa Energy              | Tulsa                  |
| 10   | D'Aundray Brown   | G    | Estados Unidos                  | Canton Charge            | Cleveland State        |
| 11   | Shan Foster†      | G/F  | Estados Unidos                  | Bakersfield Jam          | Vanderbilt             |
| 12   | Jack McClinton†   | G    | Estados Unidos                  | Erie BayHawks            | Miami (FL)             |
| 13   | Travis Leslie†    | G    | Estados Unidos                  | Santa Cruz Warriors      | Georgia                |
| 14   | Tim Ohlbrecht     | F/C  | Alemania                        | Springfield Armor        | —                      |
| 15   | Toure' Murry      | G    | Estados Unidos                  | Austin Toros             | Wichita State          |
| 16   | Dairese Gary      | G    | Estados Unidos                  | Los Angeles D-Fenders    | New Mexico             |

### Segunda ronda
| Pick | Jugador           | Pos. | Nacionalidad   | Equipo                   | Universidad / Club |
| ---- | ----------------- | ---- | -------------- | ------------------------ | ------------------ |
| 17   | Kenny Lawson      | C    | Estados Unidos | Iowa Energy              | Creighton          |
| 18   | Mark Tyndale      | G    | Estados Unidos | Sioux Falls Skyforce     | Temple             |
| 19   | Ryan Rossiter     | F    | Estados Unidos | Canton Charge            | Siena              |
| 20   | Dominic Cheek     | G    | Estados Unidos | Fort Wayne Mad Ants      | Villanova          |
| 21   | Demonte Harper    | G    | Estados Unidos | Reno Bighorns            | Morehead State     |
| 22   | Travis Hyman      | C    | Estados Unidos | Tulsa 66ers              | Bowie State        |
| 23   | DeVon Hardin†     | C    | Estados Unidos | Rio Grande Valley Vipers | California         |
| 24   | Sean Singletary†  | G    | Estados Unidos | Texas Legends            | Virginia           |
| 25   | Terrence Jennings | F/C  | Estados Unidos | Iowa Energy              | Louisville         |
| 26   | Jorge Gutiérrez   | G    | Estados Unidos | Canton Charge            | California         |
| 27   | James Nunnally    | G/F  | Estados Unidos | Bakersfield Jam          | Santa Barbara      |
| 28   | Alex Ruoff        | G    | Estados Unidos | Erie BayHawks            | West Virginia      |
| 29   | Christian Polk    | G    | Estados Unidos | Springfield Armor        | UTEP               |
| 30   | Willie Reed       | F    | Estados Unidos | Springfield Armor        | Saint Louis        |
| 31   | Chris Cooper      | F    | Estados Unidos | Bakersfield Jam          | Old Dominion       |
| 32   | Tony Taylor       | G    | Estados Unidos | Tulsa 66ers              | George Washington  |